# فائد مصطفى
فائد خالد عبد مصطفى (أبو طارق؛ وُلد في 23 يوليو 1965 في دير بلوط) هو دبلوماسي فلسطيني وسفير فلسطين الحالي إلى تركيا، وسفيرها السابق لدى روسيا.

## حياته الشخصية
حصل على بكالوريوس في الاقتصاد والعلوم الإدارية من جامعة اليرموك في الأردن عام 1987، وماجستير في التاريخ من الجامعة الروسية لصداقة الشعوب في موسكو عام 2001، ودكتوراه في العلاقات الدولية والسياسات الخارجية من الجامعة نفسها عام 2005. بالإضافة إلى اللغة العربية الأم، يجيد اللغتين الإنجليزية والروسية، مع إلمام جيد باللغة العبرية.متزوج ولديه ثلاثة أطفال.

## حياته العملية
كان سابقا سفيرا لدولة فلسطين إلى روسيا، قدم أوراق اعتماده إلى الرئيس الروسي ديمتري ميدفيديف في 16 ديسمبر 2009،  قبل تعيينه سفيرا، عمل لمدة 11 عاما في سفارة موسكو في مواقع مختلفة، وغادرها في 28 مايو 2015 إلى تركيا سفيرا لدولة فلسطين، قدم أوراق اعتماده إلى الرئيس التركي رجب طيب أردوغان في 17 يونيو 2015.،
مصطفى كان قد دعا إلى إعادة إرساء حدود عام 1967 مع إسرائيل والأراضي الفلسطينية إذا فشلت المحادثات الحالية.شارك في العديد من الدورات التدريبية في المجالات الدبلوماسية والاستراتيجية المختلفة في الداخل والخارج.
في 4 ديسمبر 2016 فازَ بانتخابات المجلس الثوري الفلسطيني والتي عُقدت أثناء المؤتمر السابع لحركة فتح وصار عضوًا فيه.